# De la prison à la révolte
De la prison à la révolte est un essai de Serge Livrozet préfacé par Michel Foucault  qui le qualifie de « philosophie du peuple ».
Arrêté et jugé, l'auteur a été condamné pour « crime » contre la propriété. Il met en lumière, dans ce texte en partie autobiographique, les causes sociales de la délinquance. C’est la première fois que le système carcéral est analysé des points de vue politique, économique et idéologique par un ex-détenu. Cet ouvrage a, depuis, été régulièrement réédité.

## Argument
Condamné à plusieurs reprises pour divers cambriolages, Serge Livrozet sort de prison en 1972.
En partie écrit en détention, il publie son premier livre De la prison à la révolte début 1973.
Michel Foucault en rédige la préface. Les deux hommes seront parmi les fondateurs du « Comité d'action des prisonniers ».
Parlant de l'ouvrage, le préfacier le présente comme une « expression individuelle et forte d'une certaine expérience et d'une certaine pensée populaires de la loi et de l'illégalité. Une philosophie du peuple ».
Selon l'ancien policier français Georges Moréas parlant de ce « premier livre, écrit en grande partie derrière les barreaux [...] montre les circonstances de la vie, les enchaînements, qui conduisent nombre d’individus derrière les barreaux.  En deux mots, il n’y a pas de criminel-né. »
En février 2000, invité à une émission littéraire pour une nouvelle réédition de son premier livre, Serge Livrozet reprécise son propos : « La prison est le réceptacle, le terminal de notre société injuste. Un lieu pour pauvres, où on exclut les exclus [...] J'ai toujours dit que le vol m'avait permis d'être aujourd'hui à cette table. Par ma naissance, j'étais destiné à souffrir et à crever, peut-être à gagner au loto si je me laissais piéger. Je ne suis pas fier, mais je ne regrette rien.»